# Uptown (dal)
Az "Uptown" Prince első kislemeze volt a Dirty Mind című albumáról. A dal nagyrészt gitárra, dobokra és basszusgitárra épül, helyeken billentyűkkel kiegészítve. Az album minimalista stílusa érződik ezen a kislemezen is. A dal Minneapolis Uptown szomszédságáról íródott, ahol a város művészei találkozgattak.

## Háttér
A dal az előítéletről és rasszizmusról szól és a minneapolisi Uptown területét nevezi meg, mint egy metafora az ideális helynek, amely ezen gondolkodásoktól szabad. Egy eseményt ír le a dal, amelyben a mesélő találkozik egy vonzó hölggyel, aki offenzív stílusban megkérdezi tőle, hogy meleg-e. Ezután vezet át a szöveg a rasszizmus és az előítélet témájába. Prince egyik első próbálkozása, hogy politikai gondolkodást vigyen bele művészetébe.
Úgy írja le az Uptownt, mint az a hely, ahol az ember szabadnak érezheti és kifejezheti magát, valami, amit a zenész nagyon fontosnak tartott. A kislemez B-oldala a "Crazy You" volt a For You albumról.

## Slágerlisták
| Slágerlista (1980)                | Legmagasabb pozíció |
| --------------------------------- | ------------------- |
| US Billboard Hot Soul Singles     | 5                   |
| US Billboard Hot Dance Club Songs | 5                   |